# Buthoscorpio politus
Espèce
Synonymes
- Stenochirus politus Pocock, 1899
- Buthoscorpio laevicauda Werner, 1936

Buthoscorpio politus est une espèce de scorpions de la famille des Buthidae.

## Distribution
Cette espèce est endémique d'Inde. Elle se rencontre au Karnataka et au Tamil Nadu.

## Description
La femelle holotype mesure 33 mm.

## Systématique et taxinomie
Cette espèce a été décrite sous le protonyme Stenochirus politus par Pocock en 1899. Elle est placée dans le genre Buthoscorpio par Fet en 1997.

## Publication originale
- Pocock, 1899 : « Descriptions of six new species of scorpions from India. » Journal of the Bombay Natural History Society, vol. 12, p. 262–268 (texte intégral).